# Leratiella
Leratiella là một chi rêu trong họ Orthotrichaceae.